# Cam Harvey
Cam Harvey es un deportista canadiense que compitió en remo. Ganó una medalla de bronce en el Campeonato Mundial de Remo de 1986, en la prueba de doble scull ligero.

## Palmarés internacional
| Campeonato Mundial | Campeonato Mundial       | Campeonato Mundial | Campeonato Mundial |
| Año                | Lugar                    | Medalla            | Prueba             |
| ------------------ | ------------------------ | ------------------ | ------------------ |
| 1986               | Nottingham (Reino Unido) | Medalla de bronce  | Doble scull ligero |